# Anatoli Dneprow
Anatoli Dneprow (russisch Анатолий Днепров, ukrainisch Анатолій Дніпров Anatolij Dniprow, eigentlich russisch Анатолий Петрович Мицкевич Anatoli Petrowitsch Mizkewitsch, ukrainisch Анатолій Петрович Міцкевич Anatolij Petrowytsch Mizkewytsch; geboren am 17. November 1919 in Dnipropetrowsk, Ukraine; gestorben 1975 in Moskau) war ein russischer Science-Fiction-Autor und Physiker ukrainischer Abstammung.

## Leben
Dneprow studierte Physik und schloss 1941 an der Lomonossow-Universität Moskau ab. Nach dem deutschen Überfall auf die Sowjetunion arbeitete Dneprow in verschiedenen Funktionen in der russischen Armee, unter anderem in Nordafrika und Italien. Bei der Kapitulation der deutschen Wehrmacht in Berlin-Karlshorst am 9. Mai 1945 war er Übersetzer für den russischen Befehlshaber Marschall Schukow. Nach dem Krieg arbeitete er als Wissenschaftler an der Akademie der Wissenschaften der UdSSR und betrieb dort auch Rüstungsforschung.
Seine erste Science-Fiction-Erzählung Korablekruschenije („Schiffswrack“) erschien 1958, als er fast 40 Jahre alt war. Im gleichen Jahr noch erschien seine wohl bekannteste Erzählung Kraby idut po ostrowu („Insel der Krebse“). Auf einer unbewohnten Insel werden zur Selbstreplikation fähige, krabbenähnliche Automaten ausgesetzt. Nach kurzer Zeit ist das einzige dort den Automaten zur Vermehrung zur Verfügung stehende Material andere Automaten, weshalb ein gnadenloser Krieg der Metallkrabben untereinander beginnt. Die neu gebauten Automaten sind aber nicht identisch, sondern weisen leichte Abwandlungen auf, wodurch eine Art mechanischer Evolution in Gang kommt. Auf diese zielen auch die das Experiment beobachtenden Wissenschaftler ab. Sie hoffen, als Resultat eine Art perfekter Kriegs-Krabbe zu erhalten. Die Hoffnung wird allerdings enttäuscht, da am Ende nur ein riesiger, schwer gepanzerter und fast unbeweglicher Krebs-Koloss übrig bleibt.
Die Erzählung war Vorlage für den tschechoslowakischen Kurzfilm Krabi von 1976 (Regie: Václav Mergl), der auch im bundesdeutschen Fernsehen gezeigt wurde.
Mit dem Erscheinen der Erzählungssammlung Urawnenija Maxwella („Maxwell-Gleichungen“) 1960 galt Dneprow als einer der bedeutendsten und innovativsten Science-Fiction-Autoren der russischen Literatur, geriet aber in den folgenden Jahrzehnten weitgehend in Vergessenheit. Anerkannt ist er als einer der ersten, der Kybernetik und Informationstechnik mit den damit verbundenen Problemen und Risiken in der Science-Fiction thematisierte.
Sein Pseudonym leitet sich von seiner Geburtsstadt (russisch Dnepropetrowsk) ab.

## Bibliographie
Kurzgeschichten
- Кораблекрушение (Korablekruschenije, 1958)
- Крабы идут по острову (Kraby idut po ostrowu, 1958). 
  - Deutsch: Insel der Krebse. In: Science Fiction 1: Wissenschaftlich-phantastische Erzählungen aus Rußland, Piper, 1963. Auch in: Wulf Bergner (Hrsg.): Insel der Krebse, Heyne SF&F #3470, 1975, ISBN 3-453-30373-3 (1975 als Die Insel der Krebse verfilmt).
  - Krebse greifen an. In: Lothar Grünewald (Hrsg.): Flug zum Alpha Eridani, Vlg. Kultur und Fortschritt, 1970.
  - Die Insel der Krebse. In: Darko Suvin (Hrsg.): Andere Welten, andere Meere, Goldmann Science Fiction der Chef-Auswahl, 1972, ISBN 3-442-30258-7.
- Суэма (Suema, 1958)
  - Deutsch: Svema. In: Das Herz der Schlange, Verlag für fremdsprachige Literatur (Wissenschaft und Phantasie), 1961.
- Диверсант с „Юпитера“ (1959)
  - Deutsch: Der Diversant. In: Rob Days phantastische Maschine und andere seltsame Geschichten, Piper, 1963.
- Машина "ЭС", модель N 1 (Maschina "ES", model N 1, 1959)
  - Deutsch: Maschine „Er“, Modell Nr. 1. In: Science Fiction 1: Wissenschaftlich-phantastische Erzählungen aus Rußland, Vlg. Kultur und Fortschritt, 1962.
  - Maschine ER, Modell Nr. I. In: Klaus Walther (Hrsg.): Marsmenschen, Das Neue Berlin, 1975.
- Уравнение Максвелла (Urawnenije Maxwella, 1960)
- Мир, в котором я исчез (Mir, w kotorom ja istsches, 1961)
  - Deutsch: Das zweite Leben. (Aus dem Englischen übersetzt). In: Mirra Ginsburg (Hrsg.): Draußen im Weltraum und andere russische SF-Stories. Heyne SF&F #3216, 1978.
- Пурпурная мумия (Purpurnaja mumija, 1961)
- Подвиг (Podwig, 1962)
- Формула бессмертия (Formula bessmertija, 1962)
- Когда задают вопросы … (Kogda sadaiut woprossy …, 1963)
- Интервью с регулировщиком Уличного Движения (Interwju s regulirowschtschikom Ulitschnowo Dwischenija, 1964)
  - Deutsch: Interview mit einem Verkehrsposten. In: Bankraub um Mitternacht, Vlg. Kultur und Fortschritt, 1969. Auch in: Index J-81 arbeitet für Mr. Faustus, Volk und Welt, 1971.
  - Unterhaltung mit einem Verkehrspolizisten . In: Darko Suvin (Hrsg.): Andere Welten, andere Meere, Goldmann Science Fiction der Chef-Auswahl, 1972, ISBN 3-442-30258-7.
- Случайный выстрел (Slutschainy wystrel, 1964)
- Ферма "Станлю" (Ferma "Stanlju", 1964)
  - Deutsch: Die STA-MEN-Farm. In: Darko Suvin (Hrsg.): Andere Welten, andere Meere, Goldmann Science Fiction der Chef-Auswahl, 1972, ISBN 3-442-30258-7.
- Otchłań (1970, polnisch)

Sammlungen
- Уравнения Максвелла (Urawnenija Maxwella, 1960)
- Мир, в котором я исчез (Mir, w kotorom ja istsches; 1962)
- Формула бессмертия (Formula bessmertija, 1963, weitere Ausgabe 1972)
- Пурпурная мумия (Purpurnaja mumija, 1965)
- Пророки (Proroki, 1971)